# Charles Burnham

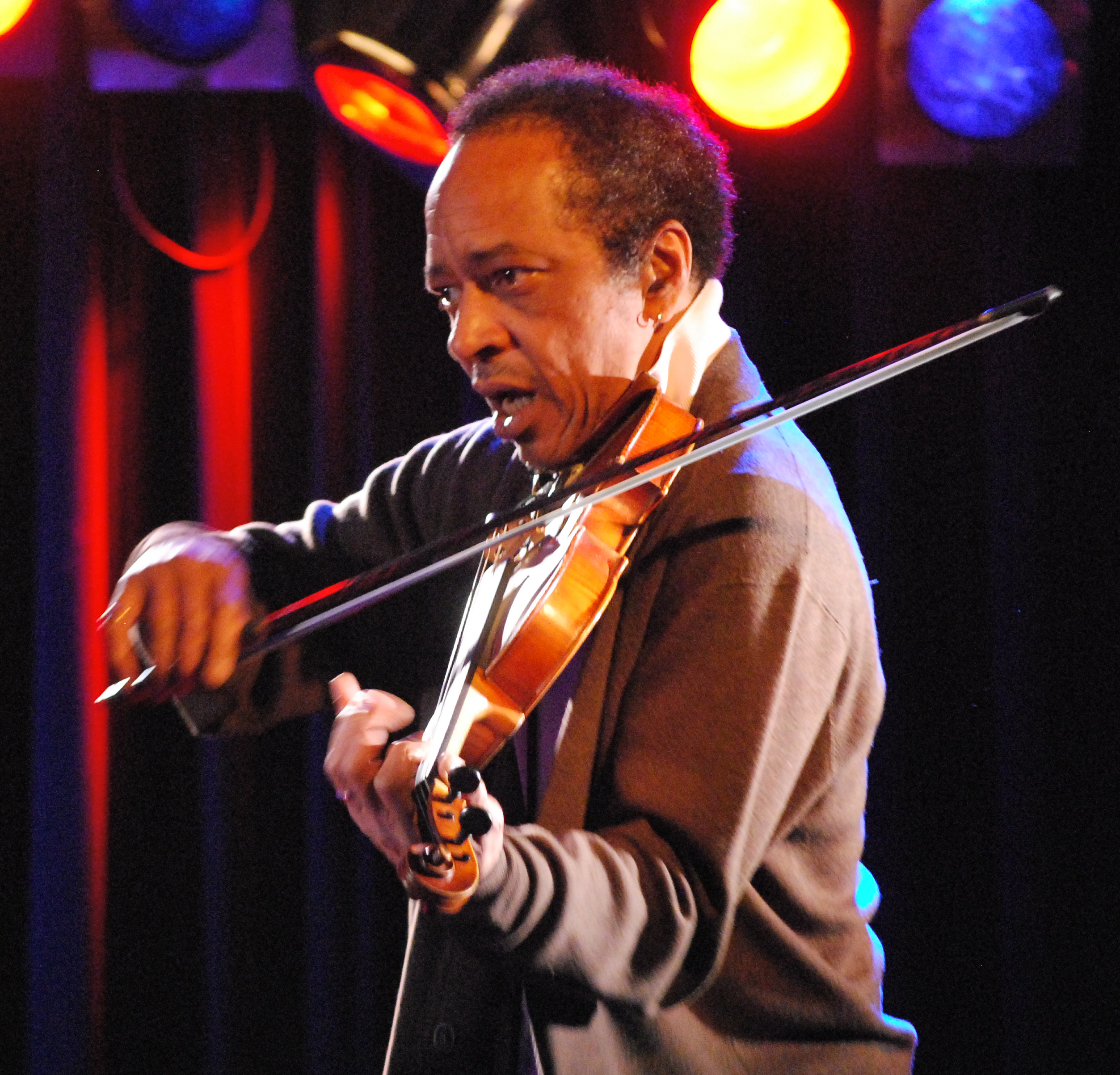
Charles Burnham (2011)

Charles „Charlie“ Burnham (* 23. November 1950 in New York City) ist ein US-amerikanischer Jazzgeiger und gelegentlich auch Mandolinen- und Mandoloncellospieler.

## Leben und Wirken
Burnham gehört seit 1983 zu unterschiedlichen Bands von James Blood Ulmer, zunächst zu dem basslosen Trio Odyssey mit Warren Benbow (Odyssey, 1983), das dann mit Amin Ali zum Quartett erweitert wurde (Live at the Caravan of Dreams 1986); auch an späteren Alben und Tourneen Ulmers war er beteiligt (Forbidden Blues 1996, Bad Blood in the City: The Piety Street Sessions, 2007). Von 1986 bis 1991 war er Mitglied des String Trio of New York. Daneben arbeitete er mit Mario Pavone, Peter Apfelbaum, Steven Bernstein, Ted Daniel, Medeski, Martin & Wood (The Dropper 2000), Marcus Rojas und im Susie Ibarra Trio (mit Cooper-Moore).
Im Bereich des Jazz wirkte Burnham zwischen 1974 und 2018 bei 50 Aufnahmesessions mit, u. a. von Cassandra Wilson (Blue Light ’til Dawn 1993, New Moon Daughter), Gina Leishman, Rob Reddy, Steve Swell (Suite for Players, Listeners and other Dreamers) und Adam Rudolphs Organic Orchestra & Brooklyn Raga Massive. 2011 entstand das Trioalbum von Charlie Burnham mit Kenny Wollesen und Tony Jones, Pitch, Rhythm and Consciousness. Burnham, der in New York City lebt, leitet das Quartett Hidden City und spielt im Improvisationsensemble We Free Strings um Melanie Dyer. Zu hören ist er u. a. auf Joseph Daleys Portraits: Wind, Thunder and Love (2014), Steven Bernsteins Tinctures in Time (Community Music, Vol. 1) (2021) und Good Time Music (Community Music, Vol. 2) (2022). Im folgenden Jahr legte er mit Brandon Ross und Warren Benbow das Album Breath of Air vor. In der Formation Pitch, Rhythm, and Consciousness(mit Tony Jones, Kenny Wollesen, sowie Marika Hughes, Jessica Jones und Rashaan Carter) entstand das Album Sextet(2025).